# 南砺市立井口小学校
南砺市立井口小学校（なんとしりつ いのくちしょうがっこう）は富山県南砺市に存在した公立小学校。

## 概要
略称「井口小」
南砺市立南砺つばき学舎開校により廃校した。

## 沿革[2]
- 1873年（明治6年）12月11日 - 井口小学校創校
- 1877年（明治10年）12月19日 - 敬止小学校に改称
- 1887年（明治20年）4月1日 - 蛇喰小学校（小学校簡易科）
- 1892年（明治25年）10月1日 - 敬止尋常小学校に改称
- 1926年（大正15年）4月1日 - 高等科併設、井口尋常小学校に改称
- 1941年（昭和16年）4月1日 - 井口国民学校に改称
- 1947年（昭和22年）4月1日 - 井口小学校に改称
- 1969年（昭和44年）11月30日 - 新校舎落成
- 1990年（平成2年）2月11日 - 学校給食優良校文部大臣表彰受賞
- 2004年（平成16年）11月1日 - 8町村合併により南砺市誕生、校名を「南砺市立井口小学校」に改称
- 2018年（平成30年）
  - 3月 - 日教弘教育賞 学校部門最優秀賞受賞
  - 11月 - 富山県小学生火災予防研究発表大会 特選受賞
- 2019年（平成31年・令和元年）
  - 4月 - 子供の読書活動優秀実践校文部科学大臣表彰受賞
  - 11月 - 青少年育成表彰受賞（井口少年消防クラブ）
- 2021年（令和3年）
  - 3月28日 - 南砺市立井口小学校閉校式
  - 4月1日 - 本校と井口中学校を統合した南砺つばき学舎開校

## 通学区域
合併前の井口村の区域

## 進学先
- 南砺市立井口中学校